# Mark Lenzi
Pour les articles homonymes, voir Lenzi.
Mark Edward Lenzi, né le 4 juillet 1968 à Huntsville et mort le 9 avril 2012 à Greenville, est un plongeur et entraîneur de plongeon américain.

## Palmarès
Il a notamment remporté la médaille d'or de l'épreuve de 3 mètres aux Jeux olympiques d'été de 1992, puis la médaille de bronze aux Jeux olympiques d'été de 1996.